# Stefan Schumacher

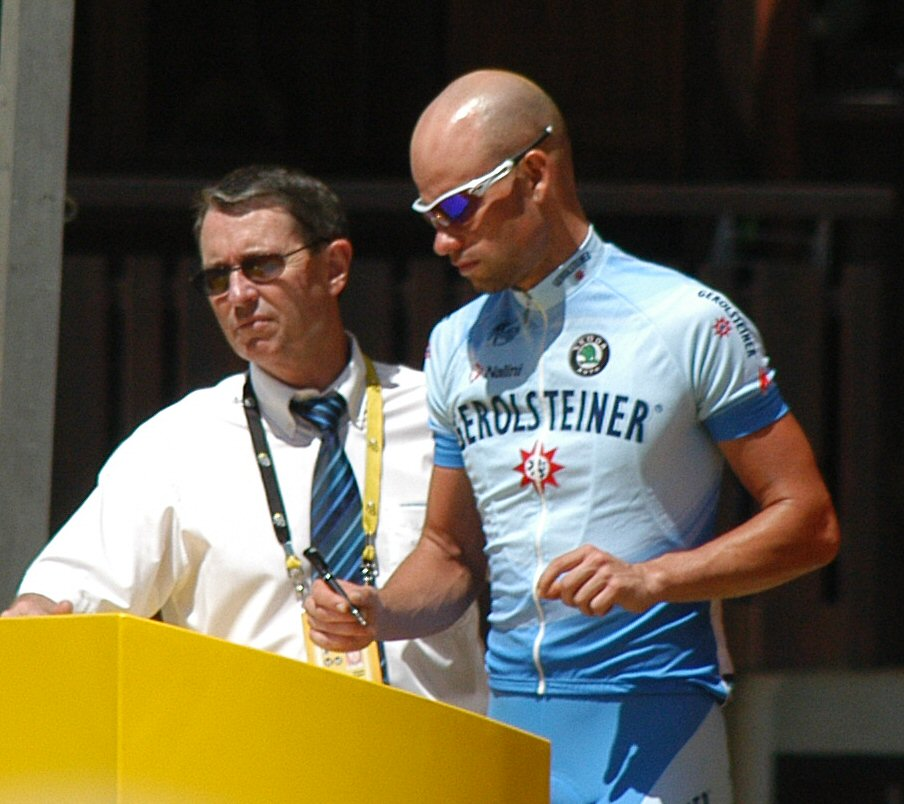
Schumacher bij de start van de 8e etappe van de Ronde van Frankrijk 2007

Stefan Schumacher (Ostfildern-Ruit, 21 juli 1981) is een Duits voormalig wielrenner.
Schumacher stond te boek als een allrounder. Zo won hij in 2007 een tijdrit in de Tirreno-Adriatico. In datzelfde jaar won hij ook de heuvelklassieker de Amstel Gold Race. Ook wist hij zich te plaatsen in massasprints en kon hij klimmen.

## Doping
In 2005, toen Schumacher voor Shimano - Memory Corp reed, werd hij in de Ronde van Rijnland-Palts betrapt op sporen van cathine. Hij werd echter weer vrijgesproken toen bleek dat Schumacher het middel nam voor zijn hooikoorts. Opmerkelijk is dat hij het voorschrift voor het geneesmiddel kreeg van zijn moeder, die arts is.
Ook vlak voor het WK 2007 waar hij nog brons greep werd Schumacher verdacht van dopinggebruik. Dit omdat hij verdachte bloedwaarden liet optekenen tijdens een controle. Als reactie meldde hij dat dit te wijten was aan diarree-aanvallen.
Tijdens een gewone alcoholcontrole in 2008 werden sporen van amfetamine in het bloed van Schumacher gevonden. Het zou echter niet tot een dopingzaak komen.
Later in 2008, tijdens de Tour de France, won hij de 4de etappe, en veroverde zo de gele leiderstrui die hij na de 6de etappe weer kwijt raakte aan Kim Kirchen. Hij wist ook de afsluitende tijdrit in deze Tour (26 juli, 1 dag voor de etappe naar Parijs) te winnen. Op maandag 6 oktober 2008 werd bekend dat Schumacher tijdens de Ronde van Frankrijk 2008 betrapt was op het gebruik van CERA, de nieuwste vorm van epo.
Op 28 april 2009 werd bekend dat er bij extra controles op dopingmonsters van de Olympische Spelen van 2008 zes sporters positief waren bevonden op de nieuwe variant van epo, Cera. Een dag later maakte de Duitse wielerbond bekend dat Schumacher een van deze sporters was. Schumacher ontkende in beide gevallen doping te hebben gebruikt.
In maart 2013 gaf Stephan Schumacher in een interview met het Duitse blad Der Spiegel toe jarenlang doping te hebben gebruikt. Vanaf zijn 20e begon hij reeds met het gebruik van middelen die op de dopinglijst stonden waaronder groeihormonen, epo en corticosteroïden.
Schumacher beëindigde zijn carrière na afloop van het wielerseizoen 2017.

## Belangrijkste overwinningen
2004
- 6e etappe Ronde van Beieren
- Druivenkoers

2005
- Eindklassement Ronde van Nedersaksen
- 1e etappe Ronde van Rijnland-Palts
- 2e etappe Ronde van Rijnland-Palts
- 3e etappe Ronde van Rijnland-Palts
- 4e etappe deel B Ronde van Rijnland-Palts
- Eindklassement Ster Elektrotoer

2006
- Eindklassement Circuit Cycliste Sarthe - Pays de la Loire
- 3e etappe Ronde van Italië
- 18e etappe Ronde van Italië
- Proloog ENECO Tour
- Eindklassement ENECO Tour
- 6e etappe Ronde van Polen
- 7e etappe Ronde van Polen
- Eindklassement Ronde van Polen

2007
- 5e etappe Tirreno-Adriatico
- Amstel Gold Race
- 4e etappe Ronde van Beieren
- Eindklassement Ronde van Beieren

2008
- 4e etappe Ronde van Beieren
- 4e etappe Ronde van Frankrijk (individuele tijdrit)
- 20ste etappe Ronde van Frankrijk (individuele tijdrit)

2011
- 1e etappe Ronde van Asturië
- 2e etappe, deel B Ronde van Asturië
- Proloog Ronde van Azerbeidzjan
- 5e etappe Ronde van Azerbeidzjan

2012
- 1e etappe Ronde van Malta
- 4e etappe Ronde van Malta
- Eindklassement Ronde van Malta
- 3e etappe Ronde van Servië
- Eindklassement Ronde van Servië
- Proloog Ronde van China II
- 4e etappe Ronde van China II (individuele tijdrit)
- Eindklassement Ronde van China II

2013
- 1e etappe Ronde van Algerije
- 3e etappe deel A Sibiu Cycling Tour (individuele tijdrit)
- Proloog Ronde van China I

2014
- 3e etappe Szlakiem Grodów Piastowskich (individuele tijdrit)

## Resultaten in voornaamste wedstrijden
| Jaar | Ronde van Italië | Ronde van Frankrijk | Ronde van Spanje |
| ---- | ---------------- | ------------------- | ---------------- |
| 2005 |                  |                     |                  |
| 2006 | 76e (2)          |                     |                  |
| 2007 |                  | 87e                 | opgave           |
| 2008 |                  | 25e (2)             | opgave           |
| 2015 |                  |                     |                  |

| Jaar | Milaan-San Remo | Ronde van Vlaanderen | Amstel Gold Race | Luik-Bast.‑Luik | Ronde van Lombardije | Rund um den Henninger-Turm |  | WK op de weg |  | Wereldranglijsten |
| ---- | --------------- | -------------------- | ---------------- | --------------- | -------------------- | -------------------------- |  | ------------ |  | ----------------- |
| 2005 |                 |                      | 15e              |                 |                      | 9e                         |  |              |  |                   |
| 2006 |                 | 19e                  | 9e               |                 |                      | 6e                         |  | 21e          |  | 10e (UPT)         |
| 2007 | 16e             |                      | ↑                | 76e             |                      |                            |  | ↑            |  | 24e (UPT)         |
| 2008 | 54e             |                      | 15e              | 60e             |                      |                            |  | 47e          |  |                   |
| 2015 |                 |                      | opgave           |                 | 77e                  |                            |  |              |  |                   |

## Ploegen
- 2002- Team Telekom
- 2003- Team Telekom
- 2004- Team Lamonta
- 2005- Shimano-Memory Corp
- 2006- Team Gerolsteiner
- 2007- Team Gerolsteiner
- 2008- Team Gerolsteiner
- 2010- Miche (vanaf 28/08)
- 2011- Miche-Guerciotti
- 2012- Christina Watches-Onfone
- 2013- Christina Watches-Onfone
- 2014- Christina Watches-Kuma
- 2015- CCC Sprandi Polkowice
- 2016- Christina Jewelry Pro Cycling
- 2017- Kuwait-Cartucho.es